# Abraxas eremodisca
Abraxas eremodisca là một loài bướm đêm trong họ Geometridae.